# Romulus Vuia Néprajzi Park
A kolozsvári Romulus Vuia Néprajzi Park (románul Parcul Etnografic Naţional „Romulus Vuia”) a város néprajzi múzeumának 1929-ben alapított szabadtéri részlege.

## Története
A romániai Kulturális Minisztérium 1920-ban kezdeményezte egy néprajzi múzeum létrehozását. 1922. május 4-én a Károly herceg Kulturális Alapítvány
bizottságot hozott létre a múzeum megalapítása és megszervezése céljával. A bizottság tagjai George Vâlsan földrajztudós, etnográfus, Sextil Pușcariu, Alexandru I. Lapedatu történész, Romulus Vuia etnográfus, földrajztudós és George Oprescu történész voltak. 
1923-tól az alapítvány Romulus Vuiát nevezte ki a múzeum igazgatójának. Vuia – a külföldön látott skanzenek hatására – szabadtéri részleg létrehozását kezdeményezte, amelyet kezdetben a Fellegvárra képzelt el. Amikor 1928-ban Vuia arról értesült, hogy a kormány készül kisajátítani az akkor a római katolikus egyház tulajdonát képező Hója erdőt, minden követ megmozgatott, hogy a területet a múzeum kapja meg. 1922. április 12-én a Maniu-kormány a Hója erdőből 75 hektárnyi területet átadott a néprajzi múzeumnak a szabadtéri részleg kialakításához.
A szabadtéri múzeumot 1929. június 1-jén alapította a kultusz- és művészeti minisztérium. Kezdetben a területe 75 hektár volt. A park kezdeményezője, Romulus Vuia néprajzkutató elképzelése szerint néhány gazdaságban parasztok laktak, akiknek a hagyományos gazdasági tevékenységeket kellett bemutatniuk.
1929 és 1940 között a következő építményeket állították fel a parkban: egy alsóvidrai ház (1929), egy polyáni esztena, juhásszal és 75 juhhal (1930), egy út menti kereszt Nagylupsáról (1931), egy telcsi gazdaság, egy sztánai magyar csűr (1936). A parkban egy vendéglő is nyílt, ahol hagyományos erdélyi ételeket szolgáltak fel. A második világháború alatt az építmények többsége elpusztult.
1956-ban Teodor Onișor, Valer Butură és Kós Károly tudományos szempontok szerint újratervezték a parkot, amelynek négy tematikus része lett volna: tájegységek szerinti gazdaságok és épületek, műhelyek és egyéb létesítmények, valamint egy-egy etnobotanikai és etnozoológiai rész. 1964-ben az anyagi források elégtelensége miatt az a döntés született, hogy ezek közül csak az első két részt valósítják meg.
Az 1980-as években a park elhanyagolt állapotba került, a látogatók száma csökkent.
A park 1993-ban vette fel Romulus Vuia nevét.
2006-ban a szomszédos Tetarom I ipari park létesítése során a szakszerűtlen földmunkák miatt földcsuszamlás következett be; emiatt több kiállított parasztporta megrongálódott. Ezeket lebontották, és a további földmozgások megakadályozása után tervezték visszaépíteni.
2017-ben elkezdődött egy projekt, amely a park bővítését és felújítását célozza. 2020-ban elkezdték a fák ültetését, amelyek majd elválasztják skanzent az ipari parktól. A 12 millió euró költségű beruházás során a parkot 12 hektárról 42 hektárra bővítik, kialakítanak egy szabadtéri színpadot, sétányokat, kerékpárutakat, játszótereket, szánkópályát, piknikezőhelyeket, egy üdülőfalut, látogatóközpontot és irodaépületet, valamint raktárhelyet a néprajzi múzeum gyűjteményei számára.

## Leírása
A szabadtéri múzeumban a következő építmények találhatóak:
- Fatemplom, Kerlés, 17. század
- Fatemplom, Nagypetri, 18. század eleje
- Vándor üveges háza, Meregyó, 1884
- Fazekas háza, Lehecsény, 18. század második fele
- Kézműves műhely, Füzespaptelek, 19. század vége
- Mészégető kemence, Bába, 20. század közepének megfelelő rekonstrukció
- Vashámor, Torockó, 19. századnak megfelelő rekonstrukció
- Parasztgazdaság, Havasnagyfalu
- Parasztgazdaság, Bedecs, 19. század első fele
- Parasztgazdaság, Komorzán, 1725
- Parasztgazdaság, Gyeke, 19. század második fele
- Parasztgazdaság, Kászonimpér, 1678
- Pásztorszállás, Pestera, 19–20. század
- Fűrészmalom, Batiza, 19. század vége
- Csutorásmalom, Baucár, 19. század közepe
- Posztóványoló, Bondoraszó, 19. század második fele
- Olajprés, Nagyalmás, 18. század vége
- Olajprés, Herepe, 19. század vége
- Olajprés, Szártos, 19 .század közepe
- Kapu, Abrudbánya, 1793
- Szőlőprés, Avasújváros, 19. század közepe
- Kerékgyártó műhely, Jód, 19. század vége
- Sokszögű csűr, Bucsum-Pojén, 19. század vége
- Kereszt, Nagylupsa, 19. század vége
- Fatemplom, Csizér, 1773
- Kőfaragó háza, Nagyalmás, 18. század második fele
- Fazekas háza, Alsóborgó, 19. század eleje
- Móc kádár háza, Alsóvidra, 19. század közepe
- Műhely, Hernécs, 19. század eleje
- Tánctér, Kisilva, 1935
- Kovácsműhely, Füves, 19. század második fele
- Parasztgazdaság, Háromalmás, 19. század második fele
- Parasztgazdaság, Bárdfalva, 1795
- Parasztgazdaság, Felsőgáld, 18–19. század
- Pásztorszállás, Görgényhodák, 19. század közepe
- Parasztgazdaság, Kiszsolna, 1789
- Parasztgazdaság, Telcs, 1841
- Malom, Alsóborgó, 1819
- Ványoló, Zágra, 19. század második fele
- Ványoló, Galadna, 19. század második fele
- Olajprés, Bosoród, 19. század vége
- Olajprés, Borgóprund, 19. század közepe
- Temetőkapu, Oláhléta, 1709
- Szőlőprés, Muzsna, 1841
- Prés, Podsága, 19. század közepe
- Aranyzúzó, Bucsum-Pojén, 19. század második fele
- Kereszt, Vármező, 20. század eleje

## Rendezvények a park területén
- Csalogányok Éjszakája, a Román Ornitológiai Társaság szervezésében[13]
- Jazz in the Park dzsesszfesztivál[14]
- a Kolozsvári Magyar Napok keretében örömfőzés, gyermekfoglalkozások és futóverseny[15][16]
- kézműves vásár és műhelyek[17]
- borkóstolás és vásár[18]
- bábszínházi előadás[19]
- képzőművészeti[20] és egyéb[21] kiállítások.
- könnyűzenei koncert[22]